# Blok P
 (juin 2023).
 (juin 2023).
La mise en forme du texte ne suit pas les recommandations de Wikipédia : il faut le « wikifier ».
Les points d'amélioration suivants sont les cas les plus fréquents. Le détail des points à revoir est peut-être précisé sur la page de discussion.
- Les titres sont pré-formatés par le logiciel. Ils ne sont ni en capitales, ni en gras.
- Le texte ne doit pas être écrit en capitales (les noms de famille non plus), ni en gras, ni en italique, ni en « petit »…
- Le gras n'est utilisé que pour surligner le titre de l'article dans l'introduction, une seule fois.
- L'italique est rarement utilisé : mots en langue étrangère, titres d'œuvres, noms de bateaux, etc.
- Les citations ne sont pas en italique mais en corps de texte normal. Elles sont entourées par des guillemets français : « et ».
- Les listes à puces sont à éviter, des paragraphes rédigés étant largement préférés. Les tableaux sont à réserver à la présentation de données structurées (résultats, etc.).
- Les appels de note de bas de page (petits chiffres en exposant, introduits par l'outil «  Source ») sont à placer entre la fin de phrase et le point final[comme ça].
- Les liens internes (vers d'autres articles de Wikipédia) sont à choisir avec parcimonie. Créez des liens vers des articles approfondissant le sujet. Les termes génériques sans rapport avec le sujet sont à éviter, ainsi que les répétitions de liens vers un même terme.
- Les liens externes sont à placer uniquement dans une section « Liens externes », à la fin de l'article. Ces liens sont à choisir avec parcimonie suivant les règles définies. Si un lien sert de source à l'article, son insertion dans le texte est à faire par les notes de bas de page.
- La présentation des références doit suivre les conventions bibliographiques. Il est recommandé d'utiliser les modèles {{Ouvrage}}, {{Chapitre}}, {{Article}}, {{Lien web}} et/ou {{Bibliographie}}. Le mode d'édition visuel peut mettre en forme automatiquement les références.
- Insérer une infobox (cadre d'informations à droite) n'est pas obligatoire pour parachever la mise en page.

Pour une aide détaillée, merci de consulter Aide:Wikification.
Si vous pensez que ces points ont été résolus, vous pouvez retirer ce bandeau et améliorer la mise en forme d'un autre article.

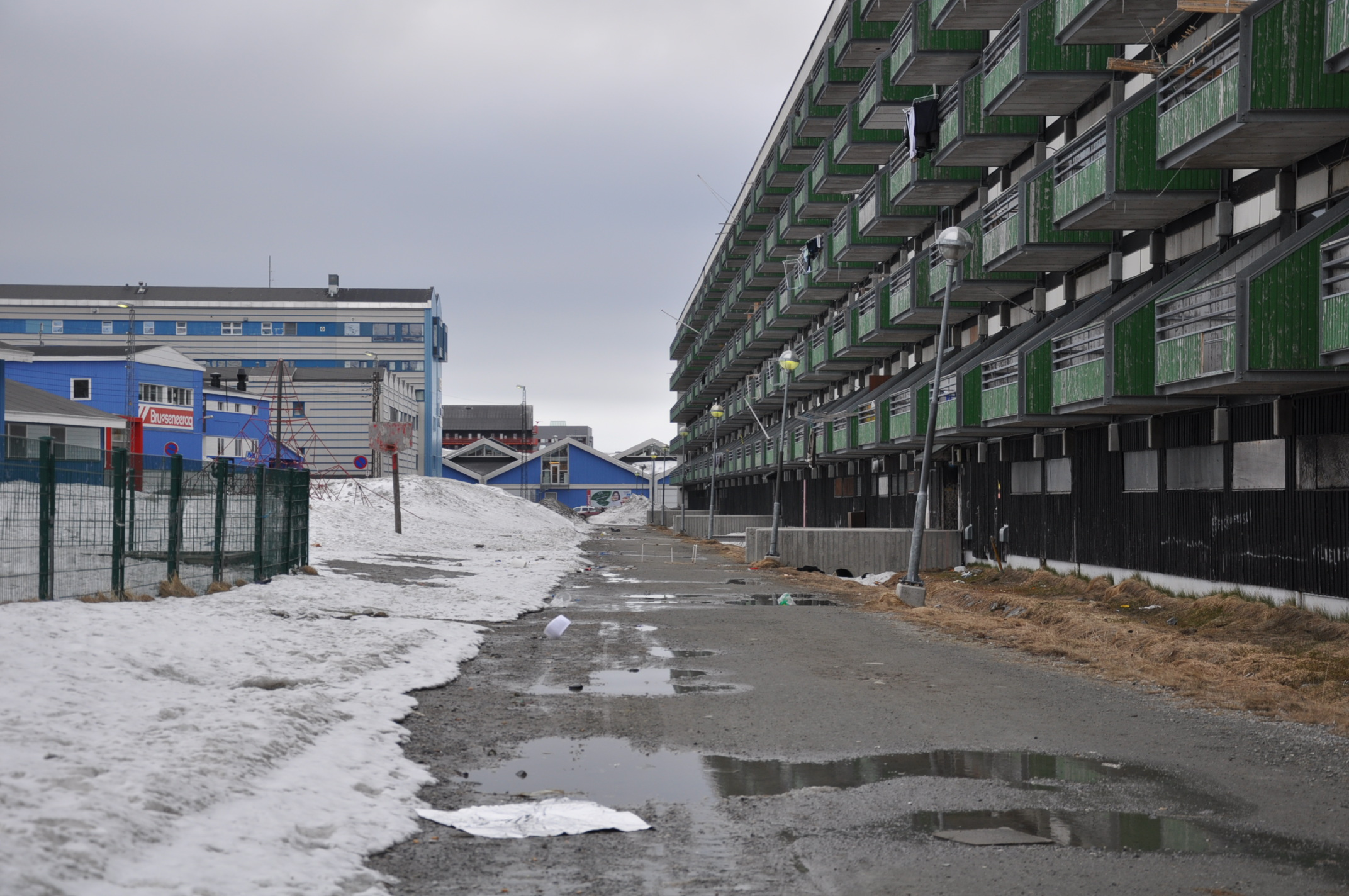
Bloc P, côté sud

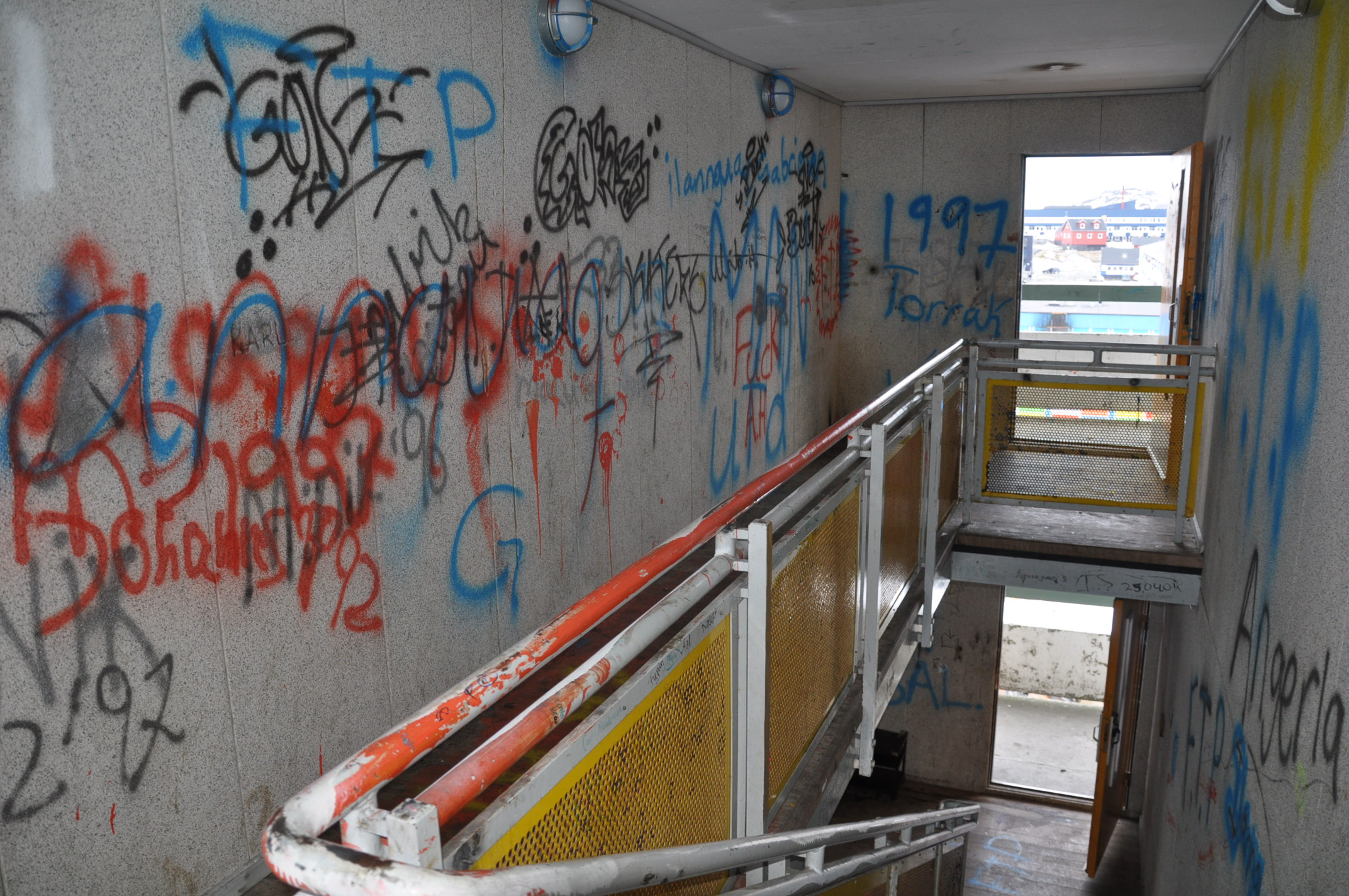
Escaliers dans le Blok P (2011)

Le Blok P était un immeuble de 320 appartements situé à Nuuk, Groenland, construit en 1966 et démoli le 19 octobre 2012. Plus grand immeuble résidentiel du pays, il aurait pu héberger 1% de la population totale de tout le Groenland.

## Description
Le bâtiment ne comptait que cinq étages, mais s'étalait sur une longueur de 64 appartements, soit plus de 200 mètres, il traversait Nuuk dans la direction Est-Ouest. 
La taille et le plan d'étage des appartements étaient totalement inadaptés au mode de vie inuit, avec des portes étroites rendant difficile, voire impossible, l'entrée et la sortie en portant des vêtements épais adaptés au froid. Les armoires de style européen étant trop petites pour ranger le matériel de pêche, les habitants ont utilisé leur balcon pour le stocker, bloquant les sorties de secours et créant un danger pour la sécurité. Au cours des premières années, il y eut des problèmes mineurs de sang coagulé obstruant le drainage, dû au fait que les pêcheurs utilisaient le seul endroit raisonnable disponible pour découper leurs prises : les baignoires.

## Histoire
Le bâtiment est construit entre 1965 et 1966 dans le cadre du programme du parlement danois Folketinget depuis 1953 pour moderniser et urbaniser l'infrastructure groenlandaise en éloignant les gens des côtes jugées "non rentables, insalubres et non modernes". Blok P est alors le plus grand bâtiment du Royaume du Danemark. 
Le Blok P était généralement très mal perçu par la population locale, et il était même présenté aux touristes comme "tellement déprimant que c'est presque une attraction en lui-même".
En 2010, le Home Rule groenlandais, en collaboration avec le conseil municipal de Nuuk, propose un plan en pour démanteler et assainir le bâtiment. Les résidents se voient offrir un logement principalement à Qinngorput. Le bâtiment est démantelé en cinq étapes, à partir de 2011, avec la dernière étape de défrichement et de remise en 2014.
En 2024, la ville a organisé des audiences et des ateliers pour le développement futur de la zone dans un plan.

## Le plus grand drapeau groenlandais

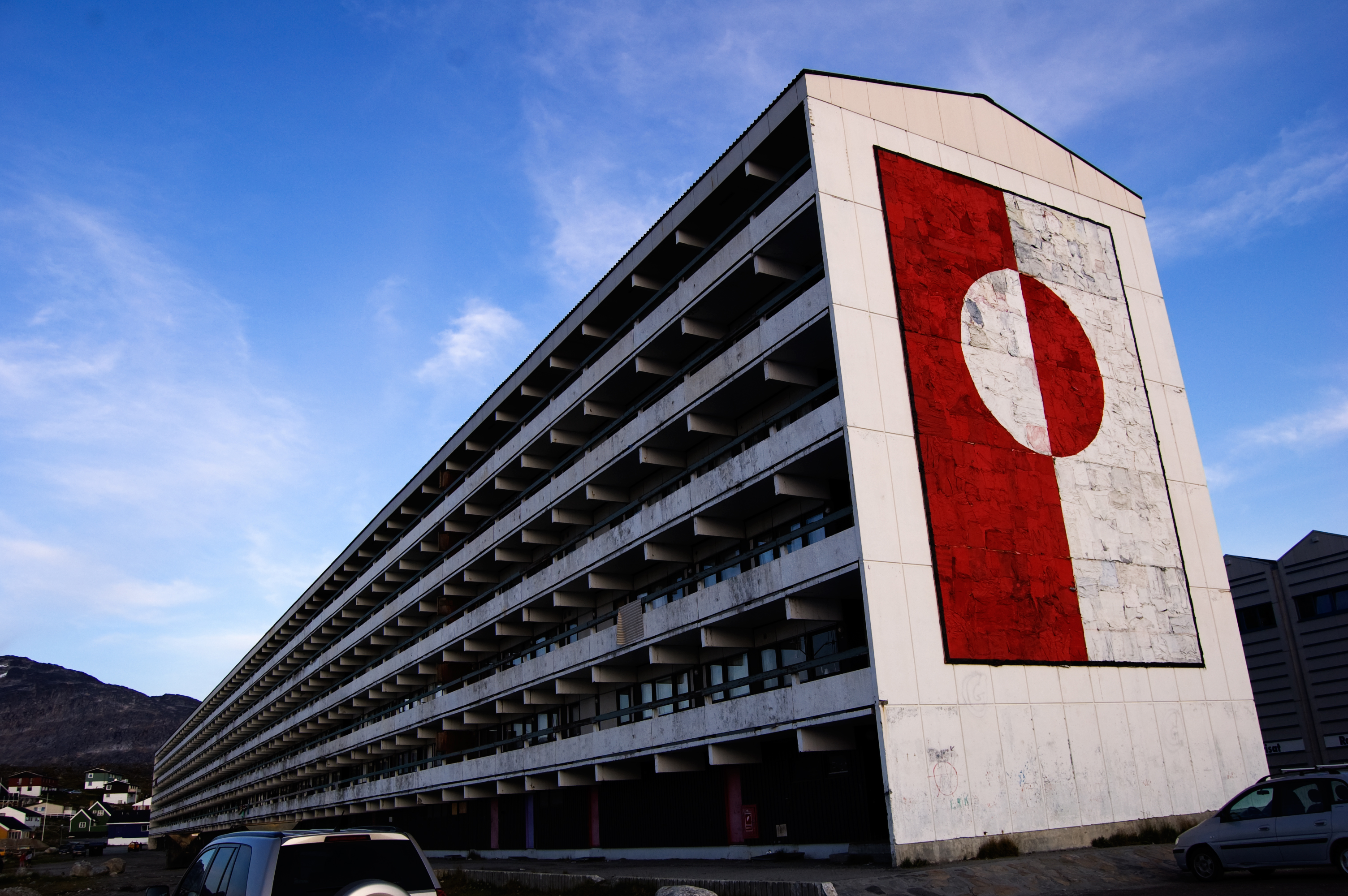
Blok P, côté nord avec drapeau

L'extrémité nord du bâtiment était décorée du plus grand drapeau groenlandais connu. Le drapeau, composé de vêtements jetés, a été cousu par l'artiste locale Julie Edel Hardenberg avec l'aide d'écoliers.